# Stadsdelar i Kalmar

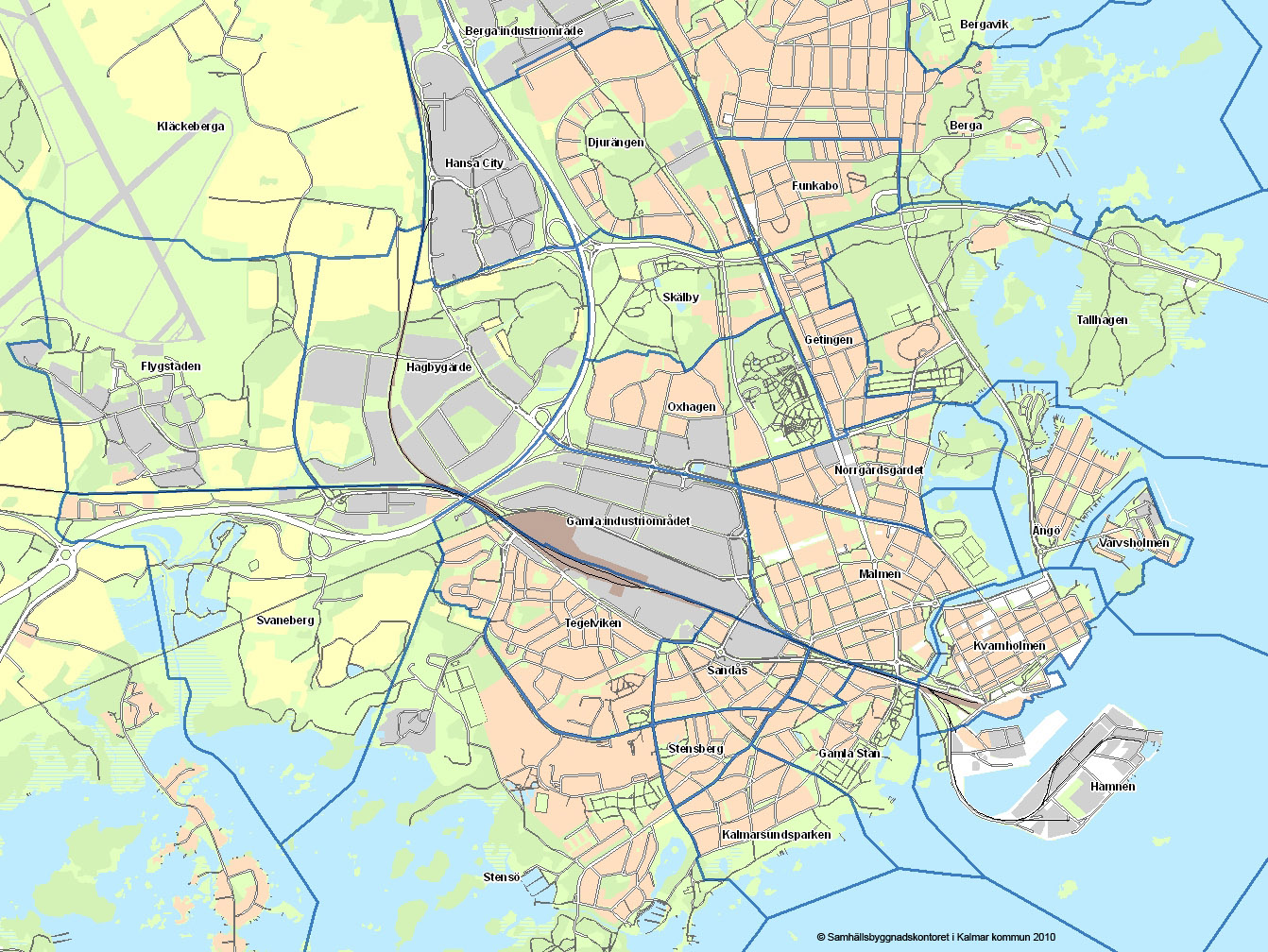
Karta över Kalmar

Stadsdelar i Kalmar är en indelning av tätorten Kalmar i Kalmar kommun, Sverige.

## Berga
Stadsdelen Berga ligger i norra delen av Kalmar, mellan Funkabo och Norrliden och avgränsas åt väster av Norra vägen. Berga består idag mestadels av villakvarter av blandad ålder, men även av hyreshus (exempelvis Berga centrum) och bostadsrätter (Berga strandpark). I stadsdelen ligger också Kalmars "nya" vattentorn invigt 1972.
Området började bebyggas på 1920-talet i form av ett egnahemsområde, som då låg i utkanten av staden. Första tomten köptes av Axel Andersson 1923 (nuvarande Borgavägen 4). Att bygga hus på den tiden var inte alls krångligt. Det enda papperet som behövdes var lagfartshandlingen som bevisade att man var ägare. Familjer med många barn inne i Kalmar flyttades mellan hyreskasernerna och slumkvarteren, Berga blev en fristad för dessa familjer. Det var energiska människor som flyttade dit, och använde sin ledighet till uppförande av egen villa. Det fanns inga vägar eller vatten och avlopp. Bostäderna lystes upp med fotogenlampor och utomhus karbidlampor. Vatten fick man hämta inne från staden i svagdricksflaskor. Vägen genom Tallhagen blev klar 1932. Belysning inomhus tog tre år (1925–1928). Sju år tog det (1928–1932) att få gatunamn och adressnummer. Posten öppnades 1946 på Villagatan 8. Den ena affären efter den andra öppnades. Roslunds affär på Vintergatan var den första, efter några år fanns det ytterligare fyra affärer. Konditorier, bagerier, sömmerskor, herr- och damfrisörer, taxi, körskola, missionskyrka för ungdomsverksamhet, åkerier och cykelverkstäder tillkom. Till och med en "Andelsfrys" byggdes  på Villagatan. I dag finns inget kvar, nu är det bara ett blomstrande villaområde.

## Djurängen
Djurängen är liksom stadsdelen Oxhagen granne med friluftsområdet Skälby.

## Funkabo
Funkabo är beläget norr om Ölandsleden (som leder till Ölandsbron). Bebyggelsen består främst av flerbostadshus/hyreshus. Invånare i stadsdelen (2006) är 2717 personer.

## Gamla stan
Huvudartikel: Gamla stan, Kalmar
Gamla stan utgörs av kvarteren på fastlandet direkt väster om Kalmar slott, och var stadens medeltida centrum från 1200-talet till 1600-talet. Mitt i Gamla stan finns Gamla kyrkogården. 1647 förstördes stora delar av Gamla stan av en brand, och året efter började byggnationen av Kvarnholmen. Under Skånska kriget 1677 anfölls Kalmar och förstörelsen av slaget markerar slutet för det medeltida Gamla stan. Efter flytten till Kvarnholmen användes Gamla stan för lustgårdar för borgarklassen. I dag finns det fortfarande välbevarad bebyggelse från 1700- och 1800-talet i Gamla stan. Kalmar Konstmuseum är inrymt i en svart kublik byggnad i Stadsparken och museibyggnaden uppfördes 2008. Museet visar samtidskonst och har en internationell profil. Bakom det höga planket på Stora Dammgatan 11 ligger Krusenstiernska gården. Den välbevarade huvudbyggnaden från 1800-talet är känd för sina samlingar av ostindiskt porslin och gustavianska möbler. I trädgården finns fruktträd, bärbuskar och en örtagård samt ett café.

## Kalmarsundsparken
Kalmarsundsparken är ett park- och strand- och villaområde söder om Kalmar slott. Här finns en omtyckt badstrand med en brygga. Här har flera stora evenemang arrangerats, bland annat konserter och nationella hästhoppningstävlingar. I ett flertal år låg medeltidsbyn Salvestaden precis intill Kalmar slott. Valborgsmässoafton firas här med en stor eld och har tidigare arrangerats av Unga Örnar. På senare år har Funkabo Socialdemokratiska förening hållit i arrangemanget. Efter kritik om att Kalmar Energi har sponsrat med ström så hålls valborgsfirandet numera i samarbete med LO-facken Södra Kalmar län. Valborgsfirandet i Kalmarsundsparken har en egen Facebooksida.
Området representeras av såväl en generellt högre inkomst- som akademisk nivå bland områden i Kalmar. Medborgarengagemang är genomgripande. De boende i området kan därför lätt uppfattas som mycket konservativa och ogillande till förhastad förändring. Nybygget av 5 hus i stadsdelen överklagades ända till riksdagsnivå 2007.

## Kvarnholmen
Huvudartikel: Kvarnholmen, Kalmar

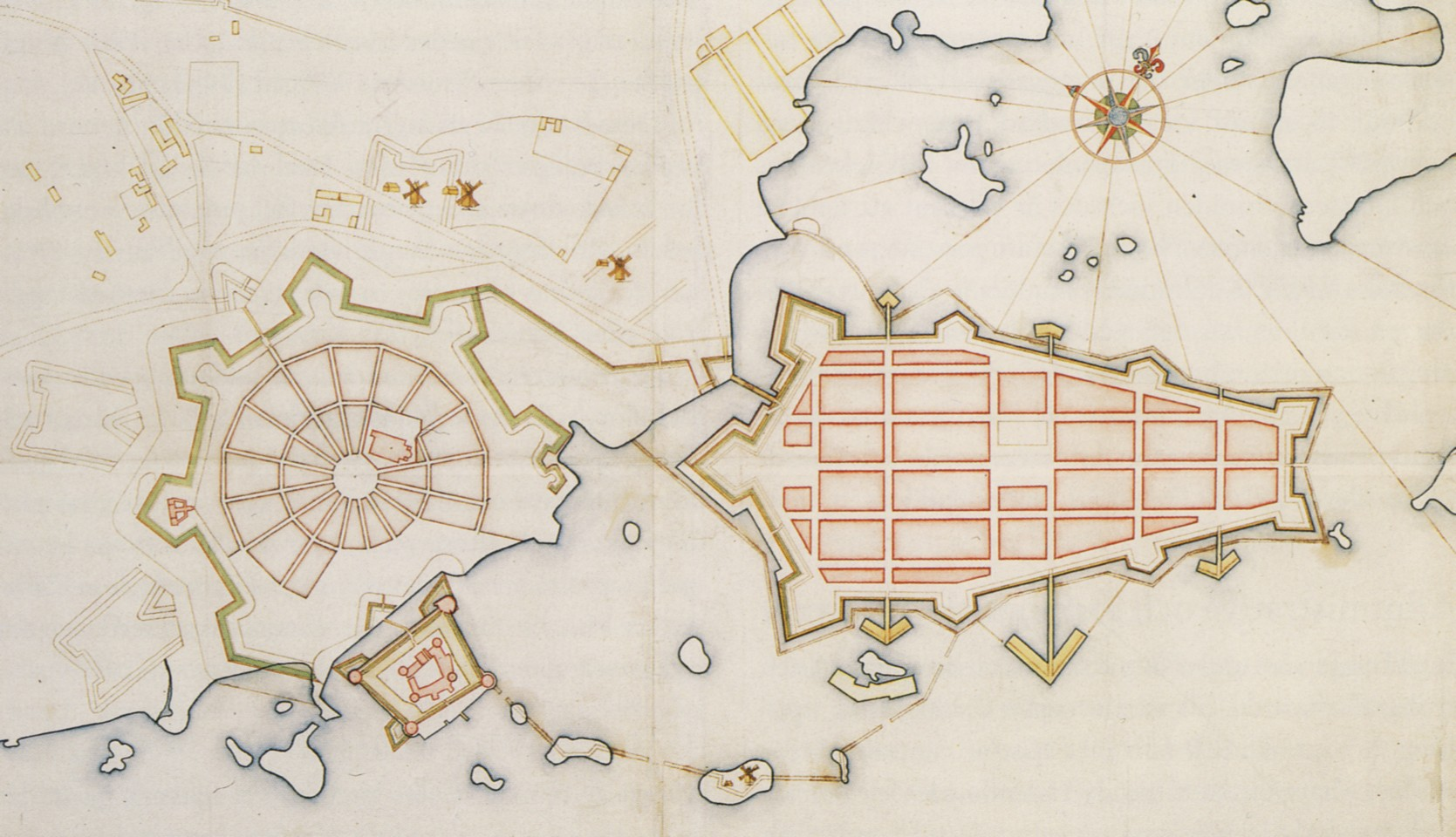
Stadsplan för Kalmar 1650. Krigsarkivet.

Kvarnholmen är Kalmars centrum och stadskärna. Till ön Kvarnholmen flyttades under 1600-talet stadens centrum från området intill Kalmar slott (Gamla stan), och befästes samtidigt med en ringmur. Av militära skäl flyttades staden 1647–1657 till ett helt nytt läge på Kvarnholmen. Den då nya staden fick en regelbunden rutplan med Storgatan som symmetriaxel. Kalmar upphörde att vara fästningsstad år 1822. Olika delar av vallen demolerades sedan successivt. Idag kan fortfarande vissa delar av den gamla befästningsvallen ses. Den östra delen av Kvarnholmen kallas för Kattrumpan. Till staden överlämnade staten generellt fortifikationsjorden år 1862. En del av jorden köptes av John Jeansson och han uppförde där Kalmar ångkvarn 1881. 
Torgen på Kvarnholmen är Stortorget, Larmtorget, Koppartorget och Lilla torget. Vid Stortorget ligger Kalmar domkyrka. På Kvarnholmen finns även Kalmar läns museum inrymt i före detta Kalmar ångkvarn. 
Mellan fästningsvallen i söder, Ölandsgatan och Västra Vallgatan ligger det trekantiga torget Lilla torget, som skapades redan i den första stadsplanen för Kvarnholmen av Johan Wärnschöld i mitten av 1600-talet. Det är en av de nästintill oförändrade miljöerna i Kalmar. Tre karolinska stenhus byggdes vid torget, dessa var Länsresidenset i Kalmar, som har varit landshövdingens tjänstebostad sedan 1686, Domprostgården, uppfört 1667, och Dahmska huset, uppfört 1766. På Lilla torget har tidvis torghandel bedrivits. Tidigare var torget försett med en brunn, en av de sex brunnar som försåg kalmarborna med vatten.

## Malmen

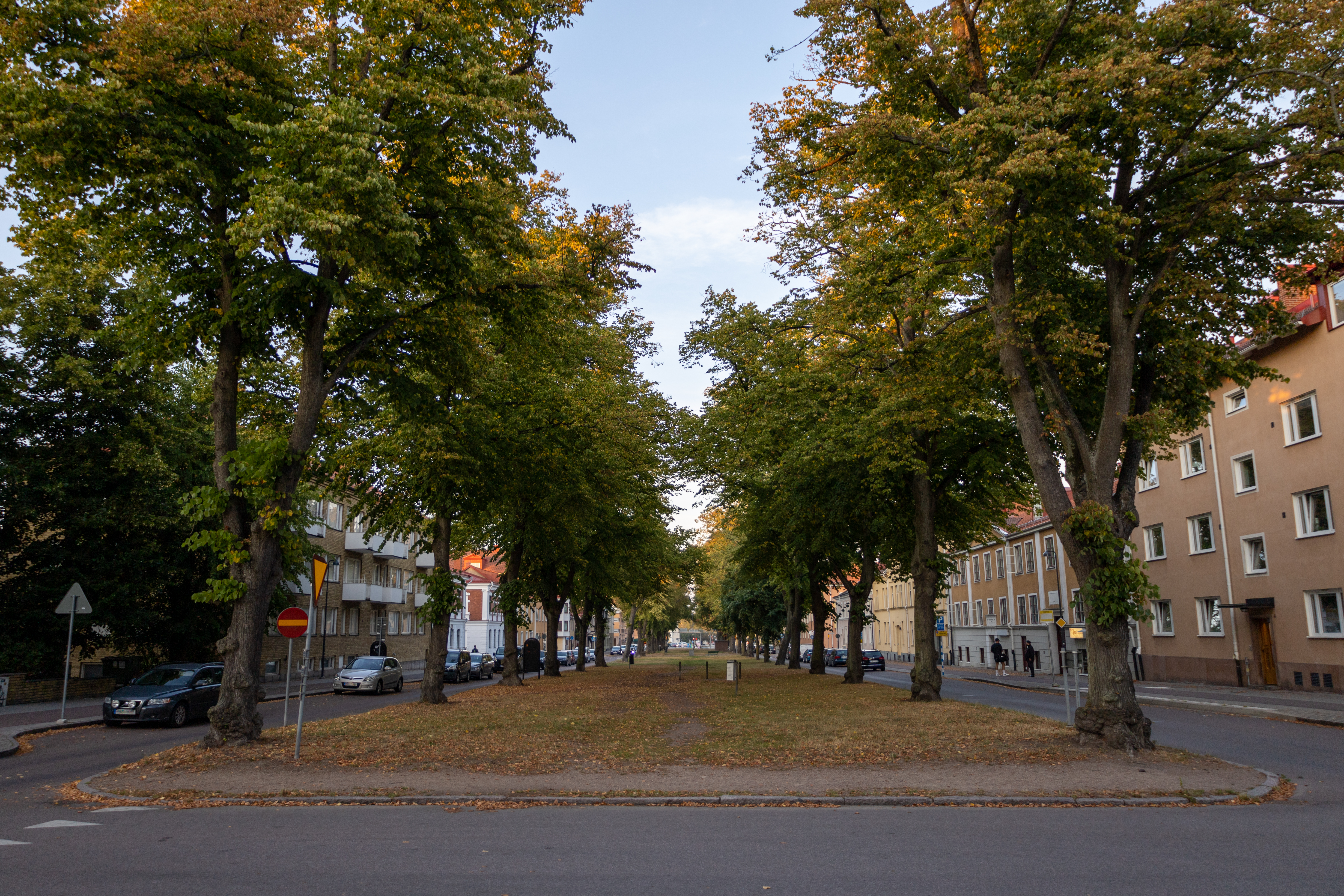
Allégatan Esplanaden på Malmen

Malmen är till större delen bebyggd med flerbostadshus, men även många myndigheter och kommunala anläggningar residerar här, till exempel Länsarbetsnämnden och  Försäkringskassan. Simhall, ishall, sporthall, och ett flertal gymnasieskolor som Calmare Internationella Skola, Jenny Nyströmsskolan, Kalmar Fria Läroverk, Lars Kaggskolan och Stagneliusskolan. Tidigare var hela detta område jordbruksmark till Norrgård, en uppfostringsanstalt för föräldralösa och vanartiga barn. Norrgård var donerad av Magnus Gudmundsson Fröberg, född i Esbjörsmåla i Urshults socken. Fröberg lät bygga Norrgård som blev klar 1851 för inflyttning. Kalmar stads styrande beslöt först att hyra ut lokalerna. Först 1875 öppnades uppfostringsanstalten. På Norrgård fick pojkarna lära sig ett yrke för att sedan slussas ut i arbete när de blivit 17 år. Här fanns utbildning i snickarverkstad, smide, skomakare, skräddare, jordbruk och trädgårdsprodukter med mera. Här fanns både kor, hästar, höns och påfåglar. Norrgård upphörde 1942 och flyttades till Gudmundsgården. Under andra världskriget blev Norrgård en militäranläggning, Kalmar försvarsområdesstab (Fo 18). När kriget tog slut tog Norrgård emot många flyktingar från Baltikum. Kalmar försvarsområde sammanslogs 1947 med  Växjö försvarsområde och lokalerna hyrdes ut till Televerket.

## Norrliden
Norrliden ligger i norra Kalmar. Stadsdelen ligger cirka 5 kilometer norr om Kvarnholmen (Kalmars centrum). Norrliden byggdes under miljonprogrammet i slutet av 1960-talet. I stadsdelen ligger församlingskyrkan Två Systrars kapell.

## Oxhagen
Oxhagen ligger cirka två kilometer nordväst om Kalmar centrum och är granne med friluftsområdet Skälby. Här finns mestadels flerbostadshus i tre våningar byggda under miljonprogrammet, men även några höghus från 1960- och 1970-talet. I övrigt finns dagis, låg- och mellanstadieskola, ålderdomshem, pizzeria, Röda Korsets "Kupan" i en före detta Konsumbutik, samt en bensinmack.
Rifa (Evox Rifa) hade fram till 2006 en fabrik i utkanten av området, granne med Arla som ännu har produktion igång. Intill Arla ligger sedan 2008 det nya polishuset.
Oxhagen brukar normalt avgränsas av Kungsgårdsvägen, Galgatan/Erik Dahlbergsväg, och E22/Skälby.

## Sandås
Huvudartikel: Sandås, Kalmar
Sandås ligger sydväst om Kalmar centrum. En av stadens huvudpulsådrar för biltrafik (Södra vägen) går igenom denna stadsdel.

## Stensö
Stensö var på 1800-talet ett fiskeläge, och förvandlades i början av 1900-talet till villasamhälle. Genom en grävd kanal är villaområdet skilt från fritidsområdet Stensö. Bad, camping och elljusspår finns i närheten av Länssjukhuset

## Tegelviken
Tegelviken är en stadsdel i södra delarna av staden, i en naturskön region med södra utmarken, samt närheten till Stensö.

## Ängö
Fram tills Ängöleden invigdes samtidigt med Ölandsbron 1972 utgjorde stadsdelen en egen ö, men är idag förbunden med fastlandet genom bankar på den västra sidan av ön. Södra delen av Ängö var under 1800-talet ett samhälle för fiskarebefolkning. Med 1862 års stadsplan rätades gatorna ut och en bro byggdes 1877 till Kalmars centrala delar. Efter brons tillkomst bebyggdes stadsdelen också med villor, men ännu fram på 1960-talet hade Ängö karaktären av en arbetarstadsdel. På Ängö låg även Ängö flyghamn. Under senare delen av 1900-talet revs en del av villorna för att ersattas av hyres- eller radhus. I bebyggelsen ingår en del äldre hus från 1800-talet, men merparten är från olika 1900-talsdecennier. Stadsdelen är förbunden med Varvsholmen via en bro. Den är också granne med Svinö, Kullö, Lindö och Kvarnholmen.

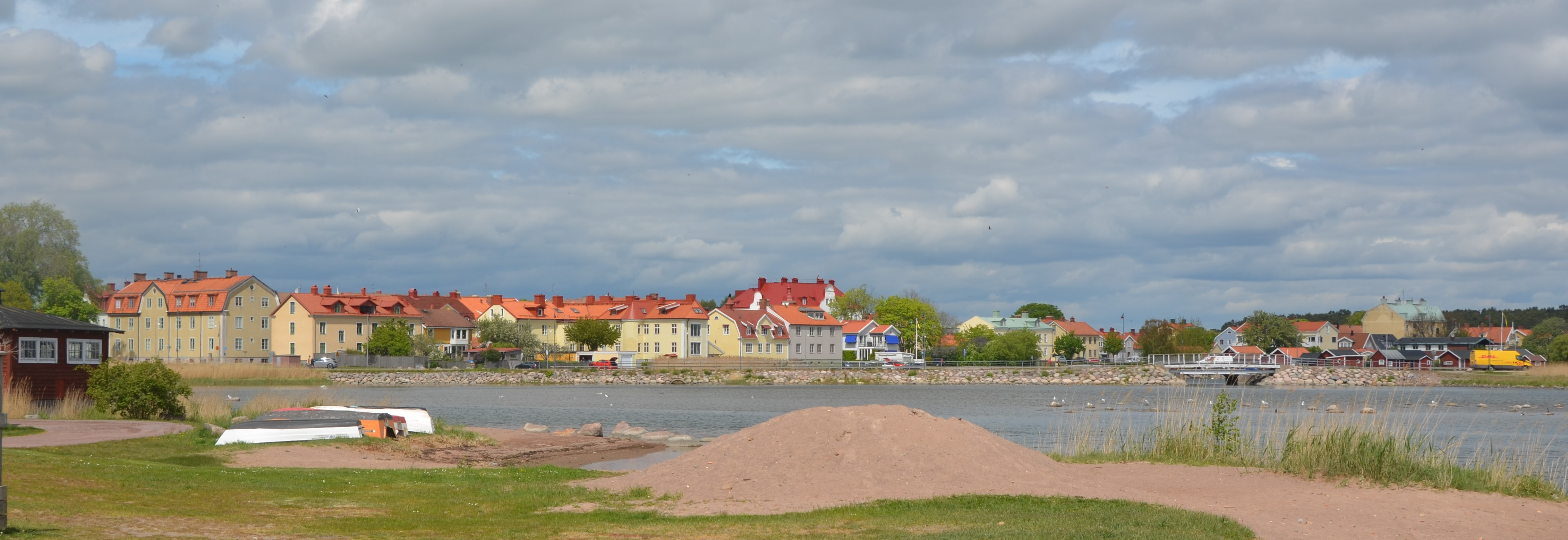
Ängö sedd från Kvarnholmen

## Vimpeltorpet
Vimpeltorpet är en stadsdel i norra Kalmar, bebyggd med villor under 1990- och 2000-talen.

## Östra Vimpeltorpet
Östra Vimpeltorpet ligger i norra Kalmar, några kilometer utanför centrum, mot Lindsdal. Skapad efter Kalmar kommuns målsättning att öka kommunens invånare till 70 000 i ett första steg. Stadsdelen kommer bebyggas med hyresrätter, bostadsrätter, radhus och villor, men även arbetsplatser och service kommer att finnas här. Meningen är att området ska skapa boende till många olika målgrupper och ge god service, med affär, skola och daghem. Ett flertal parker och sociala områden kommer även att finnas.

## Varvsholmen
Hududartikel: Varvsholmen

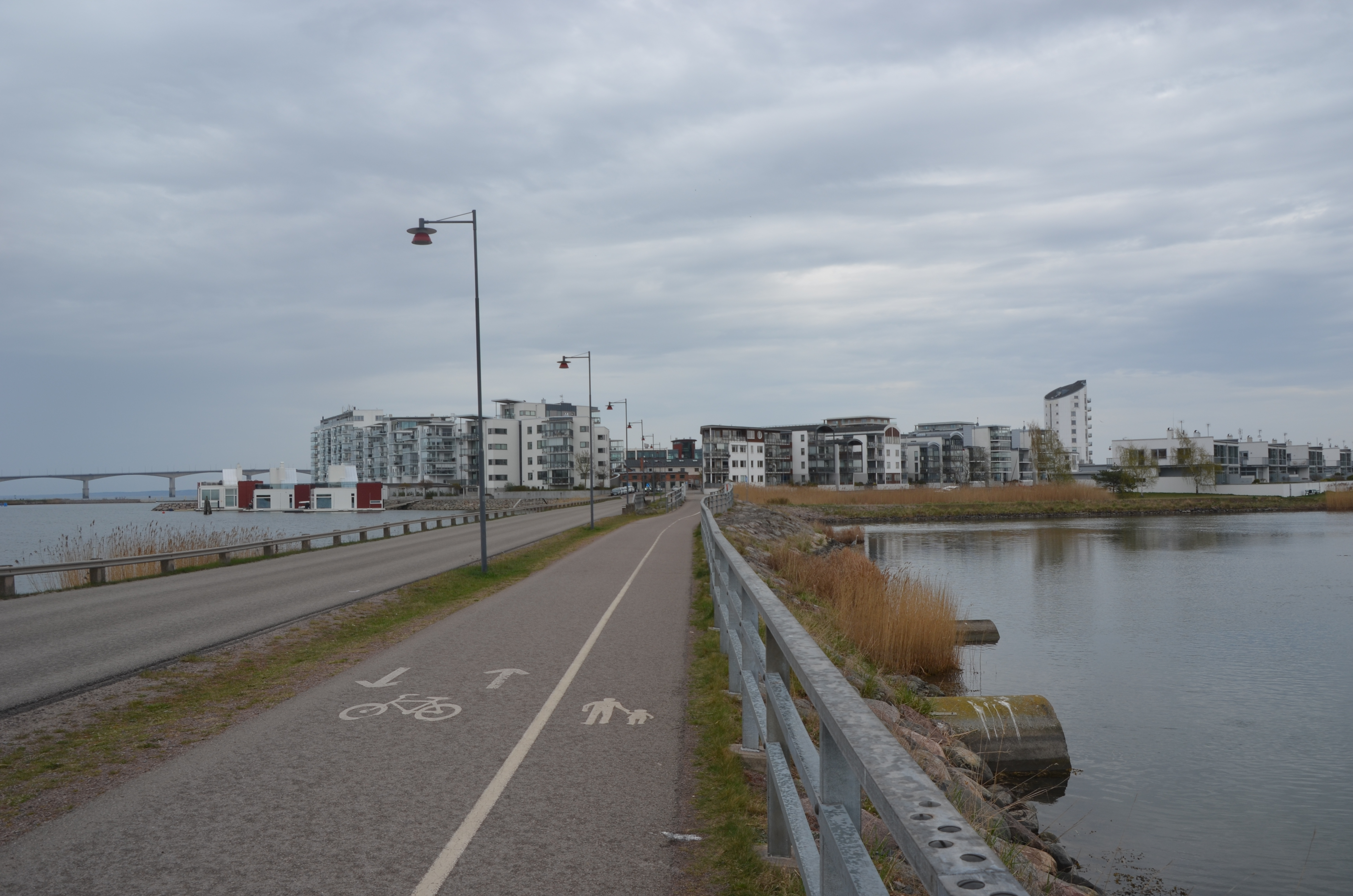
Infart till Varvsholmen

Varvsholmen, tidigare Stora Knarrön, var tidigare lokal för Kalmar skeppsgård, och senare för Kalmar varv. Under 1990-talet beslöt kommunen att ön skulle bli en ny stadsdel med bostäder.

## Tjärhovet
Tjärhovet är en industristadsdel och en del av Kalmar hamn. Det ligger på en konstgjord halvö och domineras av oljedepåer med sina cisterner. Kalmar Lantmän har även en fabrik här. Även Lotshamnen ligger här.